# Walfrid Petersson
Gustaf Walfrid Petersson, född 17 mars 1862 i Skedevi socken, Östergötlands län, död 13 februari 1933 i Stockholm, var en svensk geolog.
Walfrid Petersson var son till Lars Johan Petersson och halvbror till Lorents Petersson. Han blev filosofie doktor i Uppsala 1890 på avhandlingen Studier öfver gadolinit, studerade som extra elev vid Bergsskolan 1892–1893, tjänstgjorde 1889–1897 som extra och t.f. geolog vid Sveriges geologiska undersökning (SGU), var 1897–1901 statsgeolog och samtidigt (1898–1901) t.f. lektor i mineralogi och geologi vid Kungliga Tekniska högskolan. Åren 1901–1927 var han professor i gruvvetenskap där och 1903–1927 även föreståndare för avdelningen för bergsvetenskap.
Petersson utförde malmgeologiska undersökningar och expertuppdrag i olika delar av Sverige och Norge. Han var 1910–1921 ledamot av Kungliga Tekniska högskolans styrelse, blev ledamot av statens varpmalmskommitté 1911, var ordförande i statens skifferoljekommitté 1913–19 och i djupundersökningsnämnden 1917–1924. Han blev 1902 ordförande i redaktionskommittén för Jernkontorets annaler. Han blev ledamot av Ingenjörsvetenskapsakademien 1919 och av Fysiografiska sällskapet i Lund 1924.
Walfrid Petersson är begravd på Uppsala gamla kyrkogård.